# Publius Rutilius Lupus (praetor in 49 v.Chr.)
Publius Rutilius Lupus was een Romeinse politicus. Hij was vermoedelijk een zoon van de gelijknamige consul in 90 v.Chr..
Publius Rutilius Lupus trad op 10 december 57 v.Chr. aan als tribunus plebis. Aan het begin van zijn ambtsperiode voerde hij oppositie tegen Caesar aan de kant van Pompeius. Noch in december 57 v.Chr. bekriseerde hij Caesars lex agraria. Op de senaatszitting van 14 januari 56 v.Chr. liet hij door de consul Lucius Volcacius Tullus het voorstel doen, dat de in Romeinse ballingschap levende Ptolemaeïsche koning Ptolemaeus XII Neos Dionysos door Pompeius (in plaats van Caesar) naar Egypte zou worden teruggevoerd.
In 49 v.Chr. was Publius Rutilius Lupus praetor. In dit jaar brak de burgeroorlog tussen Pompeius en Caesar uit, nadat Caesar met zijn troepen het Italische moederland had betreden. Rutilius Lupus verliet met Pompeius en de overige magistraten Rome, maar liet zich met drie cohorten in Tarracina stationeren, in de nabijheid van Rome. Midden februari beval Pompeius hem, zich naar Apulië terug te trekken en daar met de hoofdstrijdmacht te ontmoeten. Daar echter Caesars troepen reeds op de opmars tegen Tarracina waren, deserteerden de troepen van Rutilius Lupus, voordat hij het bevel kon uitvoeren. Naar de getuigenis van Cicero nam Rutilius Lupus sinds het begin van maart weer zijn ambt als praetor in Rome waar. In het volgende jaar werd hij door Pompeius, die hij naar Griekenland was gevolgd, tot propraetor van de provincia benoemd en met versterkingswerken aan de landengte van Korinthe belast.
De verdere levensweg van Publius Rutilius Lupus is onbekend.